# Not Shy
『Not Shy』（ノット シャイ）は、韓国のガールズグループITZYの3枚目のミニアルバムである。2020年8月17日にDreamusよりリリースされた。

## 概要
「IT'z ME」から5ヶ月ぶりの新曲である。「A Ver.」と「B Ver.」と「C Ver.」の3形態で発売。
本作のタイトル曲は「Not Shy」であり、デビュー初となる愛をテーマにしたタイトル曲である。速いビットが特徴のアップテンポR&Bダンス曲で、エンディングなどは気にせずに恋に落ちた気持ちを率直に現わす曲となっている。「IT'z ICY」のタイトル曲「ICY」以来プロデューサーのパク・ジニョンが作詞・編曲に参加している。
本作にはタイトル曲を含む、6曲の新曲を収録されている。
「Don’t Give A What」は、SHINeeやGOT7などを手掛けたイ・スランが作詞、TWICEのKnock Knock、What is Love?の制作に参加したイ・ウミンなどが作曲・編曲手掛けている。 
「Louder」は、TWICEやApinkなどを手掛けたDr.JOが作詞に参加した。
「iD」は、IZ*ONEのLa Vie en Rose、Secret Story of the Swanなどを手掛けたMosPickなどが手掛けている。

## 背景とリリース
2020年6月22日、JYPエンターテインメントよりニュー・アルバムを準備していることを発表し、発売日を7月末と予定していることを発表した。7月31日、オープニングトレーラーとカムバックポスターを公開し、発売日と新曲のタイトルが「Not Shy」であることを発表した。8月3日、A Ver.の団体予告イメージを公開。8月5日、A Ver.のメンバー別予告イメージを公開。8月7日、B Ver.の団体予告イメージを公開。8月10日、トラックリストが公開された。8月12日、ミュージックビデオのティーザーを公開。8月16日、アルバムのスポイラー映像を公開。8月17日発売当日には、発売記念イベント「ALL DAY RELAY LIVE」をYouTube、Twitter、 Instagram、V LIVEを通して行われ、韓国時間18時にミュージックビデオ及び音源が公開された。8月20日、Mnet「M COUNTDOWN」にてタイトル曲「Not Shy」がテレビ初披露された。

## ミュージックビデオ
前作「WANNABE」に引き続きキム・ヨンジョ、ヨ・スンウによるチームNAIVEにより制作された。
5日間にわたって撮影に臨み、荒れ地を走るカーチェイスシーンなど、スピード感溢れるシーンで快感を与え、ビンテージな雰囲気を強調したミュージックビデオとなっている。メンバーのイェジとリュジンがカーチェイスシーンのために運転免許を取得した。なお、リュジンの運転シーンは無い。
韓国時間18時に公開されたミュージックビデオは、約17時間となる18日午前11時10分頃、YouTube再生回数1000万回を突破した。これは、デビュー曲「DALLA DALLA」の再生回数1000万回を上回る最高記録である。また、18日正午基準でYouTubeトレンドワールドワイド1位、韓国や日本などのYouTube人気急上昇の動画1位まで獲得した。

## トラックリスト
| #         | タイトル              | 作詞                      | 作曲                                                         | 編曲                                        | 時間  |
| --------- | --------------------- | ------------------------- | ------------------------------------------------------------ | ------------------------------------------- | ----- |
| 1.        | 「Not Shy」           | J.Y. Park “The Asiansoul” | Kobee, Charlotte Wilson                                      | Kobee, earattack, J.Y. Park “The Asiansoul” | 02:57 |
| 2.        | 「Don't Give A What」 | 이스란                    | 이우민 'collapsedone', Justin Reinstein, JJean, 엘에이촌놈들 | 이우민 'collapsedone', 엘에이촌놈들         | 03:16 |
| 3.        | 「Louder」            | Dr.JO                     | KAIROS                                                       | KAIROS                                      | 03:21 |
| 4.        | 「iD」                | MosPick, Young Chance     | MosPick, Young Chance                                        | MosPick                                     | 03:26 |
| 5.        | 「SURF」              | danke (lalala studio)     | Greg Bonnick, Hayden Chapman, Cazzi Opeia, Ellen Berg        | LDN Noise                                   | 03:13 |
| 6.        | 「Be In Love」        | KENZIE                    | KENZIE, Caesar & Loui, Cazzi Opeia                           | KENZIE, Caesar & Loui, Cazzi Opeia          | 03:20 |
| 合計時間: | 合計時間:             | 合計時間:                 | 合計時間:                                                    | 合計時間:                                   | 19:33 |

## チャート成績
韓国
- 18日の正午基準で、ネイバーミュージック、バグズ、ジニーのリアルタイムチャート1位など、韓国の主要音楽配信サイトのチャートの1位を獲得した[30]。
- ハントチャート・ガオンチャートのアルバム週間チャートで1位を獲得し、初週売上14万4355枚を記録した。これは前作「IT'z ME」の初週売上の6万4659枚の2倍も上回る数字を記録し、自己最高記録となった[31]。

日本
- 18日、LINE MUSICリアルタイムチャート1位を獲得した[32]。
- オリコン週間アルバムランキングでは、7,334枚を売上、8位を獲得[3]。また、オリコン週間合算アルバムランキングでは11,138ポイントを記録し、6位を獲得[4]。
- Billboard Japan Hot 100では、5,012ポイントを獲得し、週間18位になり同じくBillboard Japan Hot Albumsでも18位を記録した[5][6]。

中国
- 18日午前11時、中国最大の音楽配信プラットフォームQQ MUSICの急上昇チャートでも1位にランクされた[33]。

## リリース歴
| 地域         | 日付          | 規格         | 販売                            |
| ------------ | ------------- | ------------ | ------------------------------- |
| 韓国、全世界 | 2020年8月17日 | デジタル配信 | JYPエンターテインメント Dreamus |
| 韓国、全世界 | 2020年8月17日 | CD           | Dreamus                         |